# SOX9
轉錄因子SOX9是一種蛋白質，在人類中由SOX9基因編碼，是塞特利氏細胞等细胞的标志物。

## 功能
SOX9識別序列CCTTGAG，與其他HMG-box類DNA結合蛋白一起發揮作用。它由增殖但非肥大軟骨細胞表達，對於前體細胞分化為軟骨細胞至關重要，並且與類固醇生成因子1一起調節抗苗勒氏激素（AMH）基因的轉錄。
SOX9也在雄性性發育中扮演著關鍵角色；通過與Sf1協同作用，SOX9可以在賽特利氏細胞中產生AMH，以抑制女性生殖系統的形成。 它還與其他幾個基因互作，以促進雄性生殖器官的發育。該過程始於轉錄因子睾丸決定因子（由Y染色體的性別決定區SRY編碼）通過結合在該基因上游的一段增強子序列，激活SOX9活性。 接著，SOX9活化FGF9並與FGF9形成前饋迴路和PGD2。
這些迴路對於產生SOX9十分重要；如果沒有這些迴路，SOX9將會耗盡，且幾乎可以確定會出現女性的發育。SOX9活化FGF9啟動男性發育中的重要過程，例如創建睪丸索以及塞特利氏細胞的增殖。 SOX9與Dax1的結合實際上會產生塞爾托利細胞，這是雄性發育中另一個重要的過程。 在大腦發育中，其小鼠直系同源基因SOX9誘導Wwp1、Wwp2和miR-140的表達，以調節新生神經細胞進入皮質板，並調節皮質神經元的軸突分支和軸突形成。
Sox9，也被稱為SRY-Box轉錄因子9，是性別決定中一個重要的基因。SOX家族基因全都是Y染色體性別決定因子SRY的轉錄因子。SRY基因編碼SOX轉錄因子，同時它上調Sox9。Sox9之後啟動Fgf9，即成纖維細胞生長因子9，這也是雄性腺體形成過程中的另一個關鍵轉錄因子。Fgf9通過正向前饋級聯上調Sox9，這導致塞特利氏細胞分化，最終形成睪丸。
SOX9是Notch訊息傳遞途徑以及Hedgehog途徑的標靶，並在調節神經幹細胞命運中扮演角色。體內和體外研究顯示SOX9對神經元生成具有負調控作用，對膠質細胞生成和幹細胞存活具有正調控作用。
在成年關節軟骨細胞中，通過siRNA介導的SOX9或RTL3敲低會導致另一個基因的下調，以及II型膠原蛋白（COL2A1）mRNA和蛋白表達的降低。
在缺乏SRY的情況下，於XY性腺中過度表現SOX9可以進一步促進雄性性別決定和睾丸發育。 亦可發現，在XX性腺異位表現SOX9，即使在缺乏SRY的情況下亦會導致睾丸的發育。 這兩者皆證明，SOX9在缺乏SRY的情況下，無論在XX或XY性腺中，仍將持續於睾丸發育、睾丸分化和性別決定上發揮關鍵作用。亦有詳細說明SOX9可替代SRY的功能。

## 臨床意義
突變會導致骨骼畸形症候群彎骨發育不全，通常伴有常染色體性別反轉和裂顎。
SOX9位於人類17q24的基因沙漠中。SOX9兩側距轉錄單位超過1Mb的高度保守非編碼元件的缺失、被易位斷點干擾以及單點突變，都與皮埃爾·羅賓序列相關，且常伴有顎裂。
SOX9蛋白已被認為與多種實質固態瘤(solid tumors)的發生和進展有關。 其作為形態發生的主調節因子在人體發育過程中的角色，使其成為惡性組織中擾動的理想候選者。具體而言，SOX9似乎在前列腺、結直腸、乳腺和其他癌症中誘導侵襲性和治療抵抗性，從而促進致命的轉移。SOX9的許多這些致癌效應似乎是劑量依賴的。

## SOX9 的定位和動態
SOX9 主要定位於細胞核中，且具有高度的流動性。對軟骨細胞系的研究顯示，近50%的 SOX9 與 DNA 結合，並且直接受到外部因素的調控。其在 DNA 上的駐留半衰期約為14秒。

## 在性別分化中的角色
SOX9幫助引導SRY在性別分化中的激活。SOX9或任何相關基因的突變可能導致性別逆轉。如果SOX9激活的FGF9不存在，具有X和Y染色體的胎兒將成為女性。 如果DAX1不存在，情況也是如此。 相關現象可能由於SRY在XX男性綜合症中的不尋常活動引起，通常是當它轉位到X染色體上並且其活動僅在某些細胞中被激活時。 SOX9的突變或缺失可能導致XY胎兒成為女性，因為SOX9是一個關鍵的效應基因，通過SRY基因作用來分化支持細胞並推動男性睾丸的形成。

## 相互作用
已顯示SOX9與類固醇生成因子1、MED12、MAF、SWI/SNF、MLL3和MLL4發生相互作用。

## 基因剔除模型
SOX9的功能喪失突變可能導致彎曲肢體發育不全症（CD），這是由於影響蛋白質功能的突變和破壞基因表達的易位。已經有SOX9基因剔除小鼠顯示出中風恢復的改善，特別是在抑制如NOGO和硫酸軟骨素蛋白聚糖（CSPGs）等軸突萌芽抑制劑時。SOX9的去除導致CSPG水平降低，這增加了組織保護並改善了中風後的神經恢復。這些SOX9基因剔除小鼠促進修復性軸突萌芽、神經保護和中風後的恢復。

## 進一步閱讀
- Ninomiya S, Narahara K, Tsuji K, Yokoyama Y, Ito S, Seino Y. . American Journal of Medical Genetics. March 1995, 56 (1): 31–34. PMID 7747782. doi:10.1002/ajmg.1320560109.
- Lefebvre V, de Crombrugghe B. . Matrix Biology. March 1998, 16 (9): 529–540. PMID 9569122. doi:10.1016/S0945-053X(98)90065-8.
- Harley VR. . . Novartis Foundation Symposia 244. 2002: 57–66; discussion 66–7, 79–85, 253–7. ISBN 9780470843468. PMID 11990798. doi:10.1002/0470868732.ch6.
- Kwok C, Weller PA, Guioli S, Foster JW, Mansour S, Zuffardi O, Punnett HH, Dominguez-Steglich MA, Brook JD, Young ID. . American Journal of Human Genetics. November 1995, 57 (5): 1028–1036. PMC 1801368 . PMID 7485151.
- Foster JW, Dominguez-Steglich MA, Guioli S, Kwok C, Weller PA, Stevanović M, Weissenbach J, Mansour S, Young ID, Goodfellow PN. . Nature. December 1994, 372 (6506): 525–530. Bibcode:1994Natur.372..525F. PMID 7990924. S2CID 1472426. doi:10.1038/372525a0.
- Wagner T, Wirth J, Meyer J, Zabel B, Held M, Zimmer J, Pasantes J, Bricarelli FD, Keutel J, Hustert E, Wolf U, Tommerup N, Schempp W, Scherer G. . Cell. December 1994, 79 (6): 1111–1120. PMID 8001137. S2CID 24982682. doi:10.1016/0092-8674(94)90041-8.
- Südbeck P, Schmitz ML, Baeuerle PA, Scherer G. . Nature Genetics. June 1996, 13 (2): 230–232. PMID 8640233. S2CID 22617889. doi:10.1038/ng0696-230.
- Cameron FJ, Hageman RM, Cooke-Yarborough C, Kwok C, Goodwin LL, Sillence DO, Sinclair AH. . Human Molecular Genetics. October 1996, 5 (10): 1625–1630. PMID 8894698. doi:10.1093/hmg/5.10.1625 .
- Meyer J, Südbeck P, Held M, Wagner T, Schmitz ML, Bricarelli FD, Eggermont E, Friedrich U, Haas OA, Kobelt A, Leroy JG, Van Maldergem L, Michel E, Mitulla B, Pfeiffer RA, Schinzel A, Schmidt H, Scherer G. . Human Molecular Genetics. January 1997, 6 (1): 91–98. PMID 9002675. doi:10.1093/hmg/6.1.91 .
- Cameron FJ, Sinclair AH. . Human Mutation. 1997, 9 (5): 388–395. PMID 9143916. S2CID 45387678. doi:10.1002/(SICI)1098-1004(1997)9:5<388::AID-HUMU2>3.0.CO;2-0.
- Wunderle VM, Critcher R, Hastie N, Goodfellow PN, Schedl A. . Proceedings of the National Academy of Sciences of the United States of America. September 1998, 95 (18): 10649–10654. Bibcode:1998PNAS...9510649W. PMC 27949 . PMID 9724758. doi:10.1073/pnas.95.18.10649 .
- De Santa Barbara P, Bonneaud N, Boizet B, Desclozeaux M, Moniot B, Sudbeck P, Scherer G, Poulat F, Berta P. . Molecular and Cellular Biology. November 1998, 18 (11): 6653–6665. PMC 109250 . PMID 9774680. doi:10.1128/mcb.18.11.6653.
- McDowall S, Argentaro A, Ranganathan S, Weller P, Mertin S, Mansour S, Tolmie J, Harley V. . The Journal of Biological Chemistry. August 1999, 274 (34): 24023–24030. PMID 10446171. doi:10.1074/jbc.274.34.24023 .
- Huang W, Zhou X, Lefebvre V, de Crombrugghe B. . Molecular and Cellular Biology. June 2000, 20 (11): 4149–4158. PMC 85784 . PMID 10805756. doi:10.1128/MCB.20.11.4149-4158.2000.
- Thong MK, Scherer G, Kozlowski K, Haan E, Morris L. . American Journal of Medical Genetics. August 2000, 93 (5): 421–425. PMID 10951468. doi:10.1002/1096-8628(20000828)93:5<421::AID-AJMG14>3.0.CO;2-5.
- Ninomiya S, Yokoyama Y, Teraoka M, Mori R, Inoue C, Yamashita S, Tamai H, Funato M, Seino Y. . Clinical Genetics. September 2000, 58 (3): 224–227. PMID 11076045. S2CID 28618271. doi:10.1034/j.1399-0004.2000.580310.x.
- Preiss S, Argentaro A, Clayton A, John A, Jans DA, Ogata T, Nagai T, Barroso I, Schafer AJ, Harley VR. . The Journal of Biological Chemistry. July 2001, 276 (30): 27864–27872. PMID 11323423. doi:10.1074/jbc.M101278200 .